# Sân bay quốc tế Netaji Subhas Chandra Bose
Sân bay quốc tế Netaji Subhash Chandra Bose (IATA: CCU, ICAO: VECC) là một sân bay quốc tế tại Dum Dum, gần Kolkata, Tây Bengal, Ấn Độ. Sân bay dân dụng này ban đầu có tên Sân bay Dum Dum trước khi được đổi tên theo tên của Subhas Chandra Bose.
Sân bay này có hai đường băng song song: 01/19 L/R, trong đó đường băng dài hơn 01R/19L được dùng cho cất cánh và hạ cánh, còn đường ngắn hơn thì chủ yếu dùng làm đường lăn.
Sân bay này nằm cách trung tâm thành phố khoảng 17 km. Sân bay này có 3 nhà ga: một nhà ga nội địa (khai trương đầu thập niên 1990, một nhà ga quốc tế (nhà ga cũ nhất) và một nhà ga hàng hóa.

## Số liệu thống kê
| Năm  | Lượt khách | Năm  | Lượt khách |
| ---- | ---------- | ---- | ---------- |
| 1993 | 2.294.000  | 1998 | 2.521.000  |
| 1994 | 2.364.000  | 1999 | 2.599.000  |
| 1995 | 2.565.000  | 2000 | 2.686.000  |
| 1996 | 2.577.000  | 2001 | 2.561.000  |
| 1997 | 2.13.000   | 2002 | 2.827.000  |

## Các hãng hàng không và các tuyến điểm

### Hành khách
| Hãng hàng không           | Các điểm đến |
| ------------------------- | --- |
| AirAsia                   | Kuala Lumpur–International |
| Air India                 | Agartala, Aizawl, Bagdogra, Bengaluru, Chennai, Delhi, Dibrugarh, Dimapur, Gaya, Guwahati, Hyderabad, Imphal, Mumbai, Port Blair, Silchar |
| Air India                 | Dhaka, Kathmandu, Yangon |
| Air India Regional        | Agartala, Guwahati, Lilabari, Tezpur, Shillong, Silchar |
| Bhutan Airlines           | Bangkok-Suvarnabhumi, Paro |
| Biman Bangladesh Airlines | Chittagong, Dhaka |
| China Eastern Airlines    | Hàng Châu (từ 29/6/2016), Kunming |
| Dragonair                 | Hong Kong |
| Druk Air                  | Bangkok-Suvarnabhumi, Paro, Singapore |
| Emirates                  | Dubai-International |
| Etihad Airways            | Abu Dhabi |
| GoAir                     | Ahmedabad, Delhi, Guwahati, Port Blair |
| Golden Myanmar Airlines   | Yangon |
| IndiGo                    | Agartala, Ahmedabad, Bagdogra, Bangalore, Bhubaneshwar, Chennai, Coimbatore, Delhi, Dibrugarh, Dimapur, Goa, Guwahati, Hyderabad, Imphal, Indore, Jaipur, Kochi, Lucknow, Mumbai, Nagpur, Patna, Pune, Raipur, Ranchi, Trivandrum, Udaipur, Varanasi, Visakhapatnam |
| IndiGo                    | Bangkok-Suvarnabhumi, Hà Nội (từ 3/10/2019) |
| Jet Airways               | Aizawl, Bagdogra, Bangalore, Chennai, Delhi, Dibrugarh, Goa, Guwahati, Imphal, Jorhat, Mumbai, Patna, Port Blair, Pune, Silchar |
| Jet Airways               | Dhaka |
| Qatar Airways             | Doha |
| Regent Airways            | Chittagong, Dhaka |
| Silk Air                  | Singapore |
| Singapore Airlines        | Singapore |
| SpiceJet                  | Agartala, Bagdogra, Bangalore, Chennai, Delhi, Goa, Guwahati, Hyderabad, Mumbai, Port Blair, Pune |
| SpiceJet                  | Bangkok-Suvarnabhumi |
| Thai Airways              | Bangkok-Suvarnabhumi |
| United Airways            | Chittagong, Dhaka |
| Vistara                   | Delhi |

### Hàng hóa
| Hãng hàng không          | Các điểm đến                                                   |
| ------------------------ | -------------------------------------------------------------- |
| Blue Dart Aviation       | Ahmedabad, Bangalore, Chennai, Delhi, Hyderabad, Mumbai, Patna |
| Cathay Pacific Cargo     | Delhi, Hong Kong                                               |
| Qatar Airways Cargo      | Dhaka, Doha                                                    |
| Singapore Airlines Cargo | Singapore                                                      |
| Volga-Dnepr Airlines     | Irkutsk, Ozar                                                  |